# Lista nagród i nominacji otrzymanych przez Ritę Orę
Lista nagród i nominacji otrzymanych przez brytyjską piosenkarkę Ritę Orę. Angielska piosenkarka jest laureatką różnych nagród, w tym Bambi Award, Brits Billion Award i MTV Video Music Award, a także nominacji do Billboard Music Award i Echo Award.

## Nagrody i nominacje[1]
| Rok  | Gala rozdania                          | Kategoria                                                                                             | Wynik     |
| ---- | -------------------------------------- | --- | --------- |
| 2012 | MOBO Awards                            | Najlepszy album ("Ora")                                                                               | Nominacja |
| 2012 | MOBO Awards                            | Najlepsza artystka                                                                                    | Nominacja |
| 2012 | MOBO Awards                            | Najlepszy debiut                                                                                      | Wygrana   |
| 2012 | MOBO Awards                            | Najlepszy teledysk (R.I.P. z Tinie Tempah)                                                            | Nominacja |
| 2012 | MTV Europe Music Awards                | Najlepszy nowy wykonawca                                                                              | Nominacja |
| 2012 | MTV Europe Music Awards                | Najlepszy występ                                                                                      | Nominacja |
| 2012 | MTV Europe Music Awards                | Najlepszy występ w Wielkiej Brytanii i Irlandii                                                       | Nominacja |
| 2012 | UK Music Video Awards                  | Najlepszy film miejski                                                                                | Nominacja |
| 2012 | Urban Music Awards                     | Artysta roku                                                                                          | Wygrana   |
| 2012 | Urban Music Awards                     | Najlepszy album ("Ora")                                                                               | Nominacja |
| 2012 | Urban Music Awards                     | Najlepsza artystka                                                                                    | Nominacja |
| 2012 | Urban Music Awards                     | Najlepszy artysta międzynarodowy                                                                      | Nominacja |
| 2012 | Urban Music Awards                     | Najlepszy teledysk ("Hot Right Now" wraz z DJ Fresh)                                                  | Nominacja |
| 2012 | Urban Music Awards                     | Najlepszy debiutant                                                                                   | Nominacja |
| 2012 | Urban Music Awards                     | Najlepszy singiel (R.I.P. z Tinie Tempah)                                                             | Nominacja |
| 2012 | 4Music Video Honours                   | Najlepsza dziewczyna                                                                                  | Nominacja |
| 2012 | 4Music Video Honours                   | Najlepszy przełom                                                                                     | Nominacja |
| 2012 | 4Music Video Honours                   | Najlepszy teledysk (za teledyski: "Hot Right Now" wraz z DJ Fresh; R.I.P. z Tinie Tempah; "How We Do" | Nominacja |
| 2012 | MP3 Music Awards                       | Najlepszy debiut ("Hot Right Now" wraz z DJ Fresh)                                                    | Wygrana   |
| 2013 | Brit Awards                            | Najlepszy singiel brytyjski                                                                           | Nominacja |
| 2013 | Glamour Award                          | Artystka solowa                                                                                       | Wygrana   |
| 2013 | BET Awards                             | Najlepszy wykonawca międzynarodowy: Wielka Brytania                                                   | Nominacja |
| 2013 | MOBO Awards                            | Najlepsza artystka                                                                                    | Nominacja |
| 2013 | MTV Europe Music Awards                | Najlepszy wygląd                                                                                      | Nominacja |
| 2013 | MTV Europe Music Awards                | Najlepszy występ na scenie światowej                                                                  | Nominacja |
| 2014 | World Music Award                      | Najlepszy na świecie występ na żywo                                                                   | Nominacja |
| 2014 | World Music Award                      | Najlepsza piosenka świata                                                                             | Nominacja |
| 2014 | World Music Award                      | Artystka roku                                                                                         | Nominacja |
| 2014 | Teen Choice Awards                     | Najlepszy debiut artysty                                                                              | Nominacja |
| 2014 | BET Awards                             | Najlepszy wykonawca międzynarodowy: Wielka Brytania                                                   | Nominacja |
| 2014 | MOBO Awards                            | Najlepsza artystka                                                                                    | Nominacja |
| 2014 | MTV Europe Music Awards                | Najlepszy wygląd                                                                                      | Nominacja |
| 2014 | MTV Europe Music Awards                | Najlepszy teledysk ("Black Widow" z Iggy Azaleą)                                                      | Nominacja |
| 2014 | 4Music Video Honours                   | Najlepsza dziewczyna                                                                                  | Nominacja |
| 2014 | Young Hollywood Awards                 | Przełomowy artysta muzyczny                                                                           | Nominacja |
| 2014 | Young Hollywood Awards                 | Kategoria You're So Fancy                                                                             | Nominacja |
| 2014 | Popjustice £20 Music Prize             | Najlepszy brytyjski singel pop ("I Will Never Let You Down")                                          | Nominacja |
| 2015 | Glamour Award                          | Osobowość telewizyjna                                                                                 | Wygrana   |
| 2015 | Bambi - International Music            | Muzyka międzynarodowa                                                                                 | Wygrana   |
| 2015 | Billboard Music Awards                 | Najlepsza piosenka rapowa ("Black Widow" wraz z Iggy Azealą)                                          | Nominacja |
| 2015 | MOBO Awards                            | Najlepszy teledysk ("Body on Me" wraz z Chrisem Brownem)                                              | Nominacja |
| 2015 | MTV Europe Music Awards                | Najlepszy wygląd                                                                                      | Nominacja |
| 2015 | Urban Music Awards                     | Najlepsza współpraca ("Body on Me" wraz z Chrisem Brownem)                                            | Nominacja |
| 2015 | Urban Music Awards                     | Najlepszy teledysk ("Body on Me" wraz z Chrisem Brownem)                                              | Nominacja |
| 2015 | Silver Clef Awards                     | Najlepsza artystka                                                                                    | Nominacja |
| 2015 | Black Reel Awards                      | Międzynarodowy pop                                                                                    | Wygrana   |
| 2017 | China Music Award                      | Najlepszy artysta międzynarodowy                                                                      | Wygrana   |
| 2017 | MTV Europe Music Awards                | Najlepszy wygląd                                                                                      | Nominacja |
| 2017 | MTV Europe Music Awards                | Nagroda Power of Music Award                                                                          | Wygrana   |
| 2017 | Urban Music Awards                     | Artysta roku                                                                                          | Nominacja |
| 2017 | Urban Music Awards                     | Najlepsza artystka                                                                                    | Nominacja |
| 2017 | Urban Music Awards                     | Najlepszy artysta międzynarodowy                                                                      | Nominacja |
| 2017 | Urban Music Awards                     | Najlepszy artysta pop                                                                                 | Nominacja |
| 2018 | MTV Video Music Award                  | Nagroda MTV Clubland                                                                                  | Wygrana   |
| 2018 | MTV Video Music Award                  | Najlepsze efekty specjalne                                                                            | Nominacja |
| 2018 | Popjustice £20 Music Prize             | Najlepszy brytyjski singel pop ("Anywhere")                                                           | Wygrana   |
| 2018 | Hollywood Music in Media Awards        | Najlepsza oryginalna piosenka w filmie fabularnym („For You” z Liamem Payne)                          | Nominacja |
| 2018 | Global Awards                          | Najlepszy pop                                                                                         | Wygrana   |
| 2019 | Brit Awards                            | Najlepszy brytyjski teledysk roku („For You” z Liamem Payne)                                          | Nominacja |
| 2019 | Brit Awards                            | Najlepszy brytyjski teledysk roku ("Let You Love Me")                                                 | Nominacja |
| 2019 | Latin American Music Awards            | Ulubiony teledysk ("R.I.P" wraz z Sofią Reyes i Anittą)                                               | Wygrana   |
| 2019 | Premios Juventud                       | Najlepsza choreografia ("R.I.P" wraz z Sofią Reyes i Anittą)                                          | Nominacja |
| 2019 | Teen Choice Awards                     | Wybór piosenki z filmu ("Carry On" wraz z Kygo)                                                       | Nominacja |
| 2019 | Popjustice £20 Music Prize             | Najlepszy brytyjski singiel pop ("Ritual" z Jonasem Blue i Tiësto)                                    | Nominacja |
| 2019 | MTV Millennial Awards                  | Muzyka - Ship Roku ("R.I.P" wraz z Sofią Reyes i Anittą)                                              | Nominacja |
| 2019 | Los 40 Music Awards                    | Najlepszy artysta międzynarodowy                                                                      | Nominacja |
| 2019 | Los 40 Music Awards                    | Najlepszy teledysk międzynarodowy ("R.I.P" wraz z Sofią Reyes i Anittą)                               | Wygrana   |
| 2019 | BreakTudo Awards                       | Wschodzący międzynarodowy artysta                                                                     | Nominacja |
| 2020 | Spotify Awards                         | Najczęściej streamowana artystka EDM                                                                  | Wygrana   |
| 2020 | Premios Lo Nuestro                     | Współpraca roku ("R.I.P" wraz z Sofią Reyes i Anittą)                                                 | Nominacja |
| 2020 | Premios Lo Nuestro                     | Teledysk roku ("R.I.P" wraz z Sofią Reyes i Anittą)                                                   | Nominacja |
| 2020 | Global Awards                          | Najlepszy pop                                                                                         | Nominacja |
| 2021 | Daily Front Row's Fashion Media Awards | Ikona stylu                                                                                           | Wygrana   |
| 2022 | Glamour Award for Entertainer          | Artysta roku                                                                                          | Wygrana   |
| 2023 | The Brit Billion                       | Artystka z 1 miliardem odtworzeń na Spotify                                                           | Wygrana   |
| 2023 | D&AD Awards                            | Udźwiękowienie i wykorzystanie muzyki (oryginalna kompozycja)                                         | Nominacja |
| 2024 | Music Week Awards                      | Kampania PR                                                                                           | Nominacja |
| 2024 | iHeartRadio Music Awards               | Najbardziej taneczna piosenka roku "Praising You" (with Fatboy Slim)                                  | W trakcie |
| 2024 | EDM Awards                             | Remake Roku ("Parising You")                                                                          | Nominacja |
| 2024 | EDM Awards                             | House Piosenka Roku ("Drinking")                                                                      | Nominacja |

## Inne wyróżnienia
- Honorowy Ambasador Republiki Kosowa (2015)[3]
- Klucz do miasta Tirana, Albania (2018)[4]
- Tytuł "Naim Frashëri" (2022)[5]
- Klucz do miasta Prisztina, Kosowo (2023)